# سوسو (بازیکن فوتبال)
خسوس خواکین فرناندز سائنز د لا توره (اسپانیایی: Jesús Joaquín Fernández Sáenz de la Torre‎؛ زادهٔ ۱۹ نوامبر ۱۹۹۳) که با نام سوسو شناخته می‌شود، بازیکن فوتبال اهل اسپانیا است که برای سویا در لالیگا بازی می‌کرد.

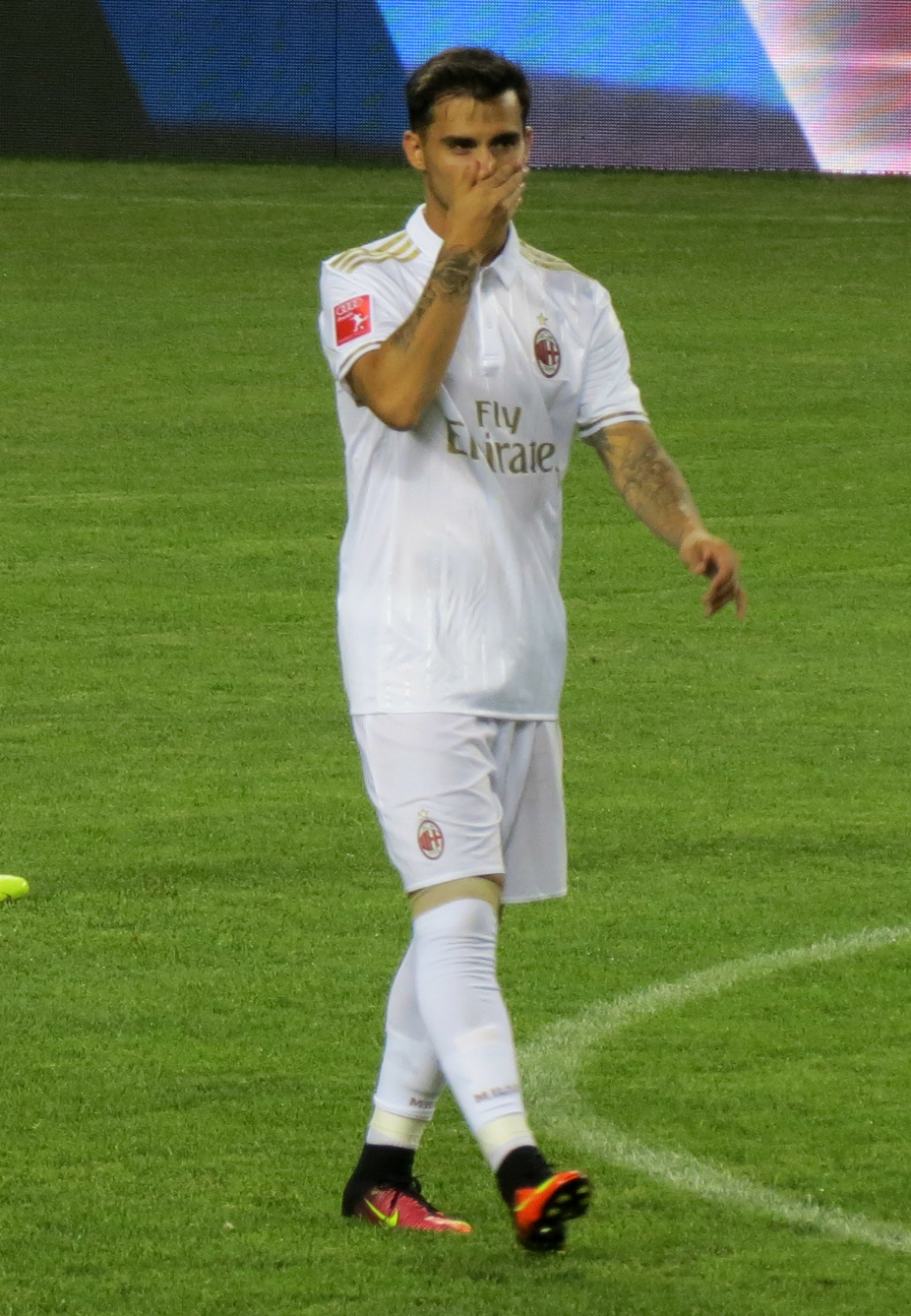
سوسو در سال ۲۰۱۶ با لباس تیم آث میلان

او که سابقهٔ بازی در لیورپول نیز دارد، تاکنون به همهٔ رده‌های سنی تیم ملی اسپانیا دعوت شده‌است و به همراه تیم ملی زیر ۲۰ سال فوتبال اسپانیا در جام جهانی ۲۰۱۲ ترکیه حضور داشته‌است. وی همچنین سابقه بازی در تیم‌های کادیز، آلمریا، لیورپول و جنوا را در کارنامه دارد. سوسو در سال ۲۰۱۷ اولین بازی ملی خود را برای تیم ملی بزرگسالان اسپانیا انجام داد. سوسو در سال ۲۰۱۲ با عقد قرارداد ۳ ساله به لیورپول پیوست. در سال ۲۰۱۵ به صورت قرضی به تیم آلمریا رفت تا اولین گل خود را در دیدار دوستانه با مونزا بزند. اوج فوتبال او در تیم آث میلان بود که ۲۱ گل به ثمر رساند و نظر سرمربی آن سال اسپانیا را برای بازی در تیم ملی جلب کرد. 
زندگی شخصی
او در شهر کادیس اسپانیا در خانواده ۵ نفره به دنیا آمد. در نوجوانی با بازی در تیم جوانان کادیس وارد فوتبال شد و به تیم بزرگسالان لیورپول رسید. 

## افتخارات
سویا
- لیگ اروپا: ۲۰–۲۰۱۹
- لیگ انگلیس: ۱۳-۲۰۱۲